# 20 Pułk Artylerii Lekkiej
20 Pułk Artylerii Lekkiej (20 pal) – oddział artylerii lekkiej Wojska Polskiego II RP.

## Formowanie i walki
Pułk swój rodowód wiąże z wydzieleniem z baterii zapasowej 1 pap w Lidzie baterii, z której zorganizowano baterię zapasową 2 pap. Baterię tę przegrupowano do Wołkowyska. 11 maja 1920 zaczęto tworzyć I i II dywizjon. Do skompletowania drugiego dywizjonu użyto dwóch baterii z Grodna. Z uwagi na pogarszającą się sytuację militarną, baterię zapasową przeniesiono do Sochaczewa. Tu nastąpiło przezbrojenie poszczególnych baterii na sprzęt francuski. Nadal trwały intensywne prace organizacyjne. We wrześniu 1920 pułk dysponował 75 mm armatami francuskimi.

### Kawalerowie Krzyża Walecznych
| Żołnierze pułku odznaczeni Krzyżem Walecznych za męstwo: | Żołnierze pułku odznaczeni Krzyżem Walecznych za męstwo: | Żołnierze pułku odznaczeni Krzyżem Walecznych za męstwo: |
| -------------------------------------------------------- | -------------------------------------------------------- | -------------------------------------------------------- |
| ogn. Bernard Grünhajt                                    | kpr. Józef Orczykowski                                   | mjr Włodzimierz Rómmel                                   |
| ppor. Mikołaj Szmurło                                    | ppor. Zygmunt Żapko-Potopowicz                           | ppor. Stefan Zych                                        |

## Pułk w okresie pokoju
1 listopada 1920 roku 2 pułk artylerii polowej przemianowano na 20 pułk artylerii polowej. III dywizjon w składzie dwóch baterii (7 i 8) pod dowództwem kapitana Adama Epsteina formował się we wsi Wyczerpy Dolne (obecnie dzielnica Częstochowy).
31 grudnia 1931 roku Minister Spraw Wojskowych marszałek Polski Józef Piłsudski przemianował 20 pułk artylerii polowej na 20 pułk artylerii lekkiej.
Święto pułkowe obchodzono 11 maja, w rocznicę sformowania pierwszych dowództw i baterii pułku.
W czasie pokoju 20 pal miał cztery dywizjony. Wiosną 1939 roku w koszarach prużańskich kwaterowało dowództwo pułku (ppłk Edmund Zimmer) z I zastępcą – ppłk. Anastazym Makowskim oraz II i III dywizjonem haubic. W Baranowiczach kwaterowały I i IV dywizjon armat pod dowództwem II zastępcy pułku – ppłk. Karnowskiego.
W maju 1939 roku II/20 pal został przemianowany na 59 dywizjon artylerii lekkiej, a dotychczasowy IV dywizjon przemianowany na II dywizjon.
| Obsada personalna i struktura organizacyjna w marcu 1939    | Obsada personalna i struktura organizacyjna w marcu 1939 |
| ----------------------------------------------------------- | -------------------------------------------------------- |
| dowódca pułku                                               | płk Edmund Albin Zimmer                                  |
| I zastępca dowódcy                                          | vacat                                                    |
| adiutant                                                    | por. Czesław Tomaszewski                                 |
| lekarz medycyny                                             | por. lek. Józef Bobiński                                 |
| lekarz weterynarii                                          | kpt. Wacław Jagielak                                     |
| oficer zwiadowczy                                           | kpt. adm. (art.) Kazimierz Ważyński                      |
| II zastępca dowódcy                                         | ppłk Zygmunt Kaznowski                                   |
| oficer zwiadowczy przy II zastępcy dowódcy                  | kpt. Piotr Kaczkowski                                    |
| adiutant II zastępcy dowódcy                                | kpt. Jerzy Edward Marynowski                             |
| dowódca drużyny łączności przy II zastępcy dowódcy          | por. Antoni Górzyński                                    |
| oficer administracyjno-materiałowy przy II zastępcy dowódcy | por. Piotr Lebiedzki                                     |
| pomocnik kwatermistrza przy II zastępcy dowódcy             | kpt. Tadeusz Walerian Janiszewski                        |
| III zastępca dowódcy (kwatermistrz)                         | mjr Wacław Gadomski                                      |
| oficer mobilizacyjny                                        | kpt. Mieczysław Dratwa †1940 Charków                     |
| zastępca oficera mobilizacyjnego                            | kpt. adm. (art.) Karol Tańkowski                         |
| oficer administracyjno-materiałowy                          | por. Kazimierz Stanisław Sobański                        |
| oficer gospodarczy                                          | por. int. Józef Wasiukiewicz                             |
| oficer żywnościowy                                          | vacat                                                    |
| dowódca plutonu łączności                                   | kpt. Witold Kossowski                                    |
| oficer plutonu                                              | por. Jan Adam Nowicki                                    |
| dowódca szkoły podoficerskiej                               | kpt. Zbigniew Jan Stanisław Parys                        |
| dowódca plutonu                                             | ppor. Tadeusz Kowal                                      |
| dowódca I dywizjonu                                         | mjr Bogumił Stylo                                        |
| dowódca 1 baterii                                           | kpt. Kazimierz Nowiński                                  |
| dowódca plutonu                                             | por. Józef Milkowski                                     |
| dowódca 2 baterii                                           | kpt. Rudolf Stanisław Lipensky                           |
| dowódca plutonu                                             | ppor. Mikołaj Hałaczkiewicz                              |
| dowódca II dywizjonu                                        | vacat                                                    |
| dowódca 5 baterii                                           | por. Wiesław Józef Gąsiorowski                           |
| dowódca plutonu                                             | ppor. Mieczysław Ludwik Karbowski                        |
| dowódca 6 baterii                                           | por. Jan Gulbiński                                       |
| dowódca plutonu                                             | ppor. Klemens Jaszczyk                                   |
| dowódca III dywizjonu                                       | vacat                                                    |
| dowódca 7 baterii                                           | kpt. Stefan Bułdeski                                     |
| dowódca plutonu                                             | ppor. Witold Marceli Brocki                              |
| dowódca plutonu                                             | ppor. Mieczysław Ziółko                                  |
| dowódca 8 baterii                                           | por. Stanisław Sowiński                                  |
| dowódca plutonu                                             | ppor. Alojzy Czarnecki                                   |
| dowódca plutonu                                             | ppor. Walenty Toruński                                   |
| dowódca IV dywizjonu                                        | mjr Teofil Chciuk                                        |
| dowódca 10 baterii                                          | kpt. Jan Walędziak                                       |
| dowódca plutonu                                             | por. Roman Wachowicz                                     |
| dowódca plutonu                                             | ppor. Witold Sienkiewicz                                 |
| dowódca 11 baterii                                          | kpt. Zbigniew Jan Stanisław Parys                        |
| dowódca plutonu                                             | por. Henryk Jaźwiński                                    |
| dowódca plutonu                                             | por. Józef Głowacz                                       |

## 20 pal w kampanii wrześniowej

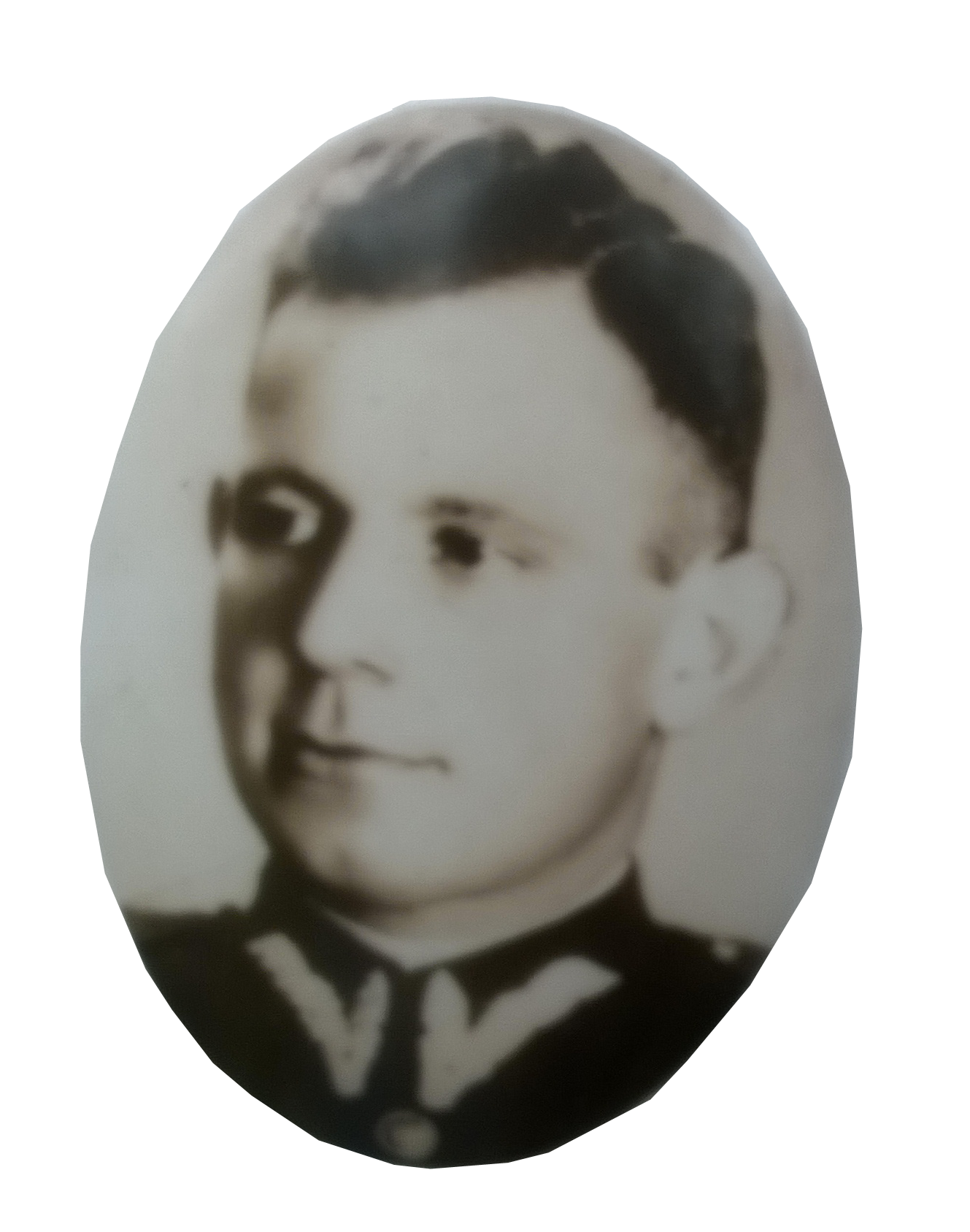
Ppor. art. Alojzy Czarnecki - we wrześniu 1939 r. dowódca plutonu gospodarczego 20 pal. Uśmiercony przez Niemców w dniu 21.04.1944 r. w Obrzycach (w ramach akcji T-4).

### Mobilizacja
20 pułk artylerii lekkiej został zmobilizowany na podstawie planu mobilizacyjnego „W” obowiązującego od 30 kwietnia 1938. Tabele mobilizacyjne 20 pal z okresu jego mobilizacji nie objęły późniejsze zmiany i poprawki. Mobilizację alarmową 20 pal przeprowadzono 23 marca 1939 w garnizonach w Baranowicze i Prużana, w grupach zielonej i czerwonej. W grupie zielonej w Baranowiczach, zmobilizowano do etatów wojennych:     
- I dywizjon armat, w czasie od Z+20 do Z+40

W grupie czerwonej w Baranowiczach, zmobilizowano:
- IV dywizjon haubic, w czasie od A+26 do A+48
- pluton parkowy uzbrojenia nr 902, w czasie A+48.

W garnizonie Prużana w grupie czerwonej zmobilizowano:
- III dywizjon haubic, w czasie od A+28 do A+42,

- dowództwo 20 pal i samodzielny patrol meteo nr 20, w czasie A+42,

- II dywizjon armat, w czasie od A+30 do A+54,
- warsztat taborowy nr 909, w czasie od A+50 do A+54
- kolumnę taborową nr 911, w czasie od A+50 do A+54
- kolumnę taborową nr 912, w czasie od A+50 do A+54

W okresie mobilizacji powszechnej w jej I rzucie zamierzano zmobilizować do 5 dnia jej trwania baterię marszową 30 pal.
Mobilizację rozpoczęto 23 marca o godz. 16:00; w obydwu garnizonach jeden dywizjon mobilizowano w koszarach, a drugi w okolicznych wioskach. Mobilizacja szeregowych odbyła się w sposób sprawny, natomiast spośród oficerów rezerwy większość nie stawiła się, gdyż pochodzili głównie z terenu Okręgu Korpusu nr I, gdzie mobilizacja nie była zarządzona. Brakowało specjalistów: puszkarzy, rusznikarzy, telefonistów, radiotelegrafistów i kowali. Dużą trudność napotkano w trakcie mobilizacji koni i wozów. Większość koni nie była podkuta, uprząż parciana, słabej jakości, wozy jednokonne z drewnianymi osiami, często w złym stanie technicznym. Z uwagi na dalsze odległości siedzib komisji poboru koni i wozów od garnizonów, zmobilizowane konie i wozy dotarły ze znacznym opóźnieniem. W magazynach brakowało hełmów, menażek, żabek do bagnetów i sprzętu optycznego w postaci busoli, lornetek nożycowych i polowych, kątomierzy. Broni krótkiej zabrakło dla oficerów i podoficerów. 25 marca dywizjony osiągnęły zdolność marszową.
Od 26 marca na stacjach kolejowych w Orańczycach i Baranowiczach rozpoczęto załadunek do transportów kolejowych baterii i dywizjonów 20 pal. Pułk odjeżdżał w rejon koncentracji 20 Dywizji Piechoty w rejon Płońska. 28 marca dywizjony i baterie dotarły do stacji kolejowej w Płońsku, gdzie zostały wyładowane oraz przeszły do wsi Koziminy, Strachowo, Szumlin Strachowo. Dodatkowym utrudnieniem dla mobilizacji 20 pal było stawiennictwo w tym samym czasie rekrutów do odbycia służby wojskowej w garnizonach Baranowicze i Prużana. Po kilku dniach pobytu w rejonie nowej dyslokacji podjęto szkolenie wcielonych rezerwistów, dołączono też do pułku brakujących oficerów i podchorążych rezerwy z terenu Warszawy i okolic. W kwietniu uzupełniono braki sprzętowe powstałe podczas mobilizacji. Na przełomie maja i czerwca poszczególne dywizjony transportem kolejowym wyjeżdżały na ostre strzelania na poligon Czerwony Bór. Wspólnie strzelania odbywały plutony artylerii piechoty poszczególnych pułków piechoty 20 DP. W okresie czerwca i lipca dokonano częściowej wymiany rezerwistów na nowych. Proces doszkalania prowadzono na nowo. Od 16 do 18 czerwca 20 pal przegrupowano do lasów Ordynacji Opinogórskiej na północ od Ciechanowa. W tym rejonie podjęto ćwiczenia taktyczne i długie przemarsze. Po 8 lipca pluton topograficzno-pomiarowy pułku oraz grupy zwiadów dywizjonowych i bateryjnych rozpoczęły wyjazdy w rejon przygraniczny, w rejon Mławy dokonując pomiarów topograficznych; dokonano wyboru punktów obserwacyjnych i stanowisk ogniowych. 15 lipca dokonano reorganizacji 20 pal, dostosowano organizację pułku do obowiązujących standardów i obowiązujących poprawek w planie mobilizacyjnym. Wydzielono z pułku II dywizjon i przekształcono go w samodzielny 59 dywizjon artylerii lekkiej. IV dywizjon haubic stał się od tej chwili II dywizjonem haubic 20 pal. 59 dal podlegał w dalszym ciągu dowódcy artylerii dywizyjnej 20 DP. 20 lipca 20 pal z 59 dal, wraz z całą 20 DP, przegrupowano w rejon Mławy i Rzęgnowa; w tych rejonach podjęto prace fortyfikacyjne oraz budowę stanowisk ogniowych i punktów obserwacyjnych. 15 sierpnia dowództwo pułku objął ppłk Kazimierz Weryński, w miejsce odchodzącego w stan spoczynku ppłk Edwarda Zimmera. 20 sierpnia w 20 pal i 59 dal ogłoszono pogotowie bojowe. Nastąpiło również ostateczne uzupełnienie stanów i wyposażenia. 29 sierpnia pułk zajął stanowiska bojowe.       
20 pal miał za zadanie wesprzeć ogniem artylerii główne siły 20 DP, w postaci 78  pułku piechoty i 80 pułku piechoty na „pozycji mławskiej” na odcinku obrony: Turza, Mławka, Piekiełko, Uniszki Zawadzkie, Windyki. I i III dywizjony pod dowództwem dowódcy 20 pal ppłk. Kazimierza Weryńskiego stanowiły grupę bezpośredniego wsparcia 80 pp. I dywizjon armat zajął stanowiska ogniowe przed lasem mławskim ok. 2,5 km na północny wschód od Mławy. Zadaniem I/20 pal było wsparcie ogniowe dla batalionu I/80 pp. Punkt obserwacyjny był na wzg. 184,7. III dywizjon haubic zajął stanowiska ogniowe przed lasem mławskim po obu stronach drogi Mława-Kuklin. Zadaniem III/20 pal było wsparcie batalionów II/80 pp i III/80 pp. Punkt obserwacyjny był na wzg. 163,0 pod lasem Uniszki Gumowskie. II dywizjon haubic i 78 dywizjon artylerii lekkiej (haubic) stanowiły grupę bezpośredniego wsparcia 78 pp pod dowództwem mjr. Teofila Chciuka. II/20 pal zajął stanowiska ogniowe, bateriami w pobliżu wsi Studzieniec, w pobliżu wsi Łomna i we wsi Stara Wólka. Punkty obserwacyjne umieszczono na północno-wschodnich i zachodnich zboczach wzg. 190,0, na wzgórzu w pobliżu młyna wodnego na rzece Mławce we wsi Ruda, na wzgórzach nad Mławką w odległości do 500 m od folwarku Zimnocha.              

### Działania bojowe

#### Udział w bitwie pod Mławą
W kampanii wrześniowej 1939 pułk walczył w składzie macierzystej 20 Dywizji Piechoty w składzie Armii „Modlin”. 1 września o godz. 4:40 niemiecka artyleria rozpoczęła ostrzał stanowisk obronnych na „pozycji mławskiej”. Od godz. 5:45 artyleria niemiecka rozpoczęła dwugodzinną nawałę ogniową na główną linię obrony 20 DP. W odpowiedzi ok. godz. 6:30 po opadnięciu porannej mgły, ogień otworzyły dywizjony grup artylerii 20 DP, ostrzeliwując rejony Kuklina i Białut. Ok. godz. 8:00 artyleria niemiecka zaczęła wstrzeliwać się w stanowiska polskiej artylerii. Jednocześnie rozpoczęło się natarcie niemieckiej piechoty. Silnym ostrzałem został obezwładniony punkt obserwacyjny 3 baterii, na którym ranny został ppor. rez. Seweryn Bilicki i trzech kanonierów; wszyscy dostali się do niewoli niemieckiej. Również na punkcie obserwacyjnym 1 baterii rany odniósł jeden z podchorążych. Poranne natarcie niemieckiej piechoty zostało załamane i odparte.
Około godz. 12:30 niemiecka piechota, wsparta 45 czołgami, uderzyła na stanowiska obronne batalionu I/80 pp. W odparciu tego natarcia brały udział baterie 2/20 pal i 3/20 pal, które podczas tej walki wystrzeliły ok. 120 pocisków; następnie włączyła się do walki reszta armat I dywizjonu. Oddziały niemieckie wycofały się do wsi Uniszki Zawadzkie, skąd prowadziły walkę ogniową z 80 pp; zacięta walka trwała przez cały dzień. O godz. 22:00 20 pal i 20 dywizjon artylerii ciężkiej wykonały półgodzinną nawałę ogniową na Uniszki Zawadzkie, czym zmusiły oddziały niemieckie do wycofania się z płonącej wsi. W godzinach porannych 1 września na wysuniętą czatę Iłowo, która składała się z kompanii I batalionu 78 pp i plutonu 6 baterii haubic, wyszło natarcie niemieckiej piechoty. Silny ostrzał plutonu haubic powstrzymał niemieckie natarcie. Po silnym ostrzale pozycji czaty przez artylerię niemiecką, pluton haubic z 6 baterii wraz kompanią piechoty wycofały się na główną linię obrony. Na pozycje batalionu I/78 pp w godzinach 15:00 – 17:00 artyleria niemiecka położyła nawałę ogniową, po czym natarcie przeprowadził niemiecki batalion piechoty, który został ostrzelany ogniem ckm i całością sił artylerii II dywizjonu haubic. Ostrzał II/20 pal doprowadził do zdziesiątkowania niemieckiego batalionu szturmującego pozycje I/78 pp. Niemiecki batalion rozbity ostrzałem wycofał się do pobliskich lasów. Podczas walk tego dnia z 20 pal polegli między innymi: kpt. Zbigniew Jan Parys, ppor. Seweryn Bilicki, ppor. Walenty Toruński, ppor. rez. Franciszek Biłejczuk.
2 września o świcie niemiecka piechota podjęła kolejne natarcie na pozycje 80 pp, odrzucone z udziałem dywizjonów 20 pal. W południe, z rejonu Windyk, wyszło niemieckie natarcie piechoty z ok. 30 czołgami na pozycje 80 pp. Zaporę ogniową wykonała początkowo 1/20 pal, następnie całością I/20 pal. Wynikiem czego niemieckie natarcie zostało odparte, a 7 czołgów unieruchomionych. W nocy 2/3 września, na żądanie 92 kompanii kolarzy (sygnał czerwona rakieta), 1 bateria armat wykonała ogień zaporowy w rejonie Błot Niemyje. Na odcinku obrony 78 pp, 4 bateria haubic rozbiła niemiecka baterię artylerii na stanowiskach ogniowych w rejonie wsi Piekiełko. Kolejne niemieckie natarcie wyszło ok. godz. 12:00 na styk obrony batalionów I/80 pp i I/78 pp; zostało ono odparte ostrzałem dywizjonu II/20 pal i baterii 1/20 dac. Dwa kolejne natarcia na tym odcinku o godz. 14:00 i 18:00 odparto dzięki skutecznemu ostrzałowi 20 pal. Grupa artylerii mjr. Teofila Chciuka prowadziła ostrzał na żądanie piechoty 78 pułku, zadając duże straty oddziałom niemieckim. W ciągu dnia 2 września grupa mjr. Chciuka rozbiła trzy baterie niemieckiej artylerii. 20 pal w tym dniu poniósł również ciężkie straty; polegli: kpt. Rudolf Lipensky, por. Józef Miłkowski, ppor. Stanisław Tracewski, ppor. rez. Karol Michejda oraz kilku kanonierów; rany odniosło wielu podoficerów i kanonierów.
3 września od świtu artyleria niemiecka ostrzeliwała stanowiska na odcinku mławskim, z upływem czasu coraz bardziej intensywnie. Artyleria dywizjonów podległych 20 DP, w tym 20 pal, prowadziła pojedynek ogniowy z niemieckimi bateriami. W efekcie czego kilkakrotnie zmusiła do zmiany stanowisk niemieckie baterie artylerii. Od południa rozpoczęło się bombardowanie pozycji obronnych, w tym artylerii, przez lotnictwo niemieckie. Bombardowania niszczyły punkty obserwacyjne, stanowiska ogniowe i zerwały sieć łączności. O godz. 17:00 wyruszyło natarcie niemieckiej piechoty zatrzymanej na liniach obrony lub kontratakami odwodów. Szczególnie atakowano stanowiska batalionów I/78 pp, I/80 pp i III/80 pp. 20 pal całością sił wspierał obronę batalionów 78 pp i 80 pp. Oddziały piechoty wraz z artylerią utrzymały główną linię obrony.

#### Walki odwrotowe
4 września o godz. 2:00 oddziały artylerii rozpoczęły odwrót. I dywizjon armat zajął stanowiska ogniowe w rejonie Szydłowa, celem osłony wycofującego się 79 pp wraz z 59 dal. O godz. 5:30 na Szydłowo wyszło niemieckie natarcie od strony Stupska. II batalion 79 pp przy wsparciu 1 i 3 baterii 20 pal zatrzymał niemieckie natarcie, odrzucając kontratakiem niemieckie oddziały przy wsparciu obu baterii I dywizjonu w rejon wsi Giednia i Tyszki-Bregendy. W tym rejonie kontratak II/79 pp zatrzymany został pod silnym ogniem niemieckiej artylerii. O godz. 8:00 II batalion rozpoczął odwrót; wraz z nim odwrót rozpoczął I dywizjon, rozczłonkowany na poszczególne działony, przez Niedzbórz i Glinojeck. W trakcie walk pod Stupskiem 3 bateria utraciła armatę. Przed godziną 7:00, wycofujące się spod Mławy w kolumnie głównej 20 DP II i III dywizjony 20 pal, w rejonie Szydłówka, zostały zaatakowane przez oddziały niemieckie. Na rozkaz dowodzącego tą częścią kolumny mjr. Bronisława Schlichtingera, II dywizjon haubic rozwinął się do ognia na wprost i wsparł prowadzący kontratak batalion I/80 pp, zmuszając oddziały niemieckie do odwrotu.
O godz. 7:30 baterie II dywizjonu zajęły stanowiska ogniowe we wsiach Zdroje, Wyszynkach i Wiśniewie. Ok. godz. 9:00 II/20 pal został zaatakowany przez lotnictwo niemieckie. O godz. 11:00 dywizjon II/20 pal podjął dalszy marsz przez Żurominek, Sułkowo do Unikowa. W wyniku bombardowania utracił zabite konie, w efekcie czego pozostawił dwie haubice. III/20 pal maszerował w kolumnie artylerii 20 DP, pod dowództwem ppłk. Kazimierza Weryńskiego, przez Żurominek i Sułkowo. O godz. 8:00 doszedł do lasów opinogórskich, gdzie 9/20 pal podczas zajmowania stanowisk ogniowych została ostrzelana przez niemiecką artylerię i straciła jedną haubicę. Od przedpołudnia 20 pal i inne oddziały artylerii podległe 20 DP kierowały się w rejon Glinojecka, celem przeprawienia się przez Wkrę po dwóch  mostach. W godz. 10:00 – 17:00 rejon ten był bezustannie bombardowany przez lotnictwo niemieckie. Przechodzące przez ten rejon oddziały artylerii poniosły wysokie straty osobowe, w koniach i sprzęcie; doszło do rozproszenia dywizjonów i baterii. W nocy 4/5 września ppłk Kazimierz Weryński w lesie pod Raciążem zbierał rozproszone pododdziały artylerii 20 DP, które z Glinojecka kierowały się w stronę Płocka. Część pododdziałów 20 pal po przejściu Glinojecka pomaszerowała na Płońsk, 6/20 pal poprzez Płońsk i Wyszogród dotarła do Modlina. Dwa działony 2/20 pal przemieściły się przez Płońsk do Modlina.    
5 września, na rozkaz dowódcy 20 pal, do Płocka udał się mjr Teofil Chciuk, gdzie nawiązał kontakt z dowództwem Nowogródzkiej Brygady Kawalerii, od której otrzymał żywność, furaż oraz uzgodnił przemarsz części oddziałów artylerii z 20 DP przez Płock. 6 września wieczorem z lasów spod Raciąża wyruszyła w kierunku Płocka kolumna artyleryjska pod dowództwem ppłk. Kazimierza Weryńskiego; kolumna rozciągnęła się na 8 km długości. W jej skład weszły: cztery baterie 20 pal, reszki 20 dac, 2 bateria 59 dal, kilka działonów z 8 pułku artylerii lekkiej, kolumny amunicyjne i tabory. Całość kolumny liczyła ok. 800 żołnierzy i ok. 1000 koni. 7 września rano kolumna ppłk. Kazimierza Weryńskiego przeprawiła się przez most na Wiśle w Płocku. Na rozkaz dowódcy Grupy gen. bryg. Juliusza Zulaufa, broniącej linii rzek Bugu i Narwi od Modlina do Serocka, 20 DP miała skoncentrować i uporządkować się w lasach w rejonie Jabłonna, Legionowo. Miejsce koncentracji artylerii 20 DP zostało wyznaczone w Choszczówce i okolicznych lasach. Kolumna ppłk. Kazimierza Weryńskiego, po nocnym marszu 7/8 września z Płocka, dotarła rano 8 września w rejon Famułek Królewskich, gdzie przebywała na postoju dziennym. Nocnym marszem 8/9 września kolumna dowódcy 20 pal przemaszerowała przez Puszczę Kampinoską i przeprawiła się przez most na Wiśle w Nowym Dworze Mazowieckim. Rano 9 września przez Jabłonnę dotarła do miejsca koncentracji w rejonie Choszczówki. 9 i 10 września w Choszczówce dokonano reorganizacji i uporządkowania 20 pal, zebrano 11 armat 75 mm i 12 haubic 100 mm, z których odtworzono sześć baterii.

#### Walki nad Bugiem i Narwią
10 września w godzinach wieczornych i nocy 10/11 września 20 DP otrzymała rozkaz obsadzenia linii Bugo-Narwi od Zegrza do rzeki Rządzy. 11 września o godz. 8:30 pierwszy niemiecki pododdział sforsował Bugo-Narew pod Rynią i prowadził natarcie w kierunku Wolicy. Na rozkaz gen. bryg. Juliusza Zulaufa kontratak na niemiecki oddział miały przeprowadzić oddziały 20 DP. O godz. 14:00 mjr Teofil Chciuk z bateriami 7/20 pal i 9/20 pal miał wesprzeć bataliony 78 pp oraz 80 pp w walce z niemieckimi oddziałami w Białobrzegów i Ryni. 9 bateria haubic zajęła stanowiska w rejonie leśniczówki koło wsi Nieporęt, a 7 bateria haubic przy folwarku Białobrzegi. I dywizjon armat został przydzielony do Zgrupowania „Zegrze” płk. dypl. Józefa Sas-Hoszowskiego. Przeprowadzone kontrataki na przeprawione niemieckie oddziały nie przyniosły powodzenia. 12 września o godz. 18:00 78 pp i 80 pp wykonały ponowne uderzenie na niemiecką piechotę na przyczółku na lewym brzegu Bugu i Narwi. Wsparcie artyleryjskie miała zapewnić grupa artylerii pod dowództwem mjr. Chciuka, składająca się z baterii 4/20 pal, 7/20 pal, 9/20 pal i 1/59 dal. Przy wsparciu silnym ogniem natarcia pododdziałów 78 pp i 80 pp przez zgrupowanie artylerii, w tym baterię armat 120 mm z 47 dywizjonu artylerii ciężkiej, piechota w natarciu początkowo odniosła powodzenie. W trakcie dalszej walki jednak wieczorem piechota wycofała się na pozycje wyjściowe. W nocy 12/13 września bateria 1/20 pal, po wykonaniu marszu w kierunku szosy radzymińskiej, została przydzielona do wsparcia batalionu III/79 pp. O godz. 4:00 13 września zajęła stanowiska ogniowe na zachód od szosy radzymińskiej, na linii starych okopów z 1920. Rano 13 września baterie 1/20 pal, 7/20 pal, 9/20 pal i 1/59 dal wspierały ponowny atak pułków piechoty 20 DP w kierunku Ryni; walki trwały cały dzień 13 września. 13 września od godz. 11:00 bateria 3/20 pal wspierała walki batalionu kombinowanego mjr. Wacława Kuczaj-Kuczajowskiego nad Narwią w rejonie Wieliszewa. 13 września do szpitala odjechał ppłk. Kazimierz Weryński z powodu zakażenia krwi; dowodzenie pułkiem przejął mjr Teofil Chciuk. Zgodnie z rozkazem gen. Zulaufa, nocą 13/14 września 20 DP wycofała się do Warszawy na Pragę. Piechota dywizji, zgodnie z rozkazem dowódcy dywizji płk. dypl. Wilhelma Lawicza-Liszki, miała wycofać się poprzez Marki i podwarszawskie miejscowości na Pragę, pod osłoną ostrzału baterii artylerii. Jako pierwsza odeszła 1/59 dal, następnie baterie 20 pal: 7, 1 i 9.

#### Walki w obronie Warszawy
14 września poprzez Marki i Stare Bródno oddziały 20 DP przybyły do Warszawy na Pragę i obsadziły pododcinek „Północny” odcinka „Warszawa-Wschód”. W tym dniu stan 20 pal wynosił 53 oficerów, 251 podoficerów i 1329 kanonierów. Posiadał 1133 konie, na stanie posiadał 11 armat 75 mm, 12 haubic 100 mm, 33 jaszcze, 171 wozów taborowych, 7 kuchni polowych. I dywizjon armat (bez 1 baterii) wszedł w skład artylerii ogólnego działania z kierunkami ostrzału: Jabłonna-Pelcowizna, Białołęka-Nowe Bródno, Marki-Targówek, Zielonka-Elsnerów, Wawer-Kamionek. 1 bateria w składzie dwóch plutonów jako artyleria przeciwpancerna przy piechocie, jeden pluton w rejonie obrony „Targówek” jako wsparcie 78 pp, drugi pluton w rejonie obrony „Pelcowizna” jako wsparcie 79 pp. II dywizjon haubic pod dowództwem mjr. Kazimierza Szczęśniaka, w składzie: 4, 7 i 9 baterii, jako artyleria bezpośredniego wsparcia pododcinka „Północnego”, odcinka „Warszawa-Wschód”. Mjr Teofil Chciuk dowodził grupą artylerii bezpośredniego wsparcia pododcinka „Północnego”. 22 września ze szpitala powrócił ppłk Kazimierz Weryński i objął stanowisko dowódcy bezpośredniego wsparcia pododcinka „Północnego”. Tego dnia dokonano reorganizacji 20 pal: I dywizjon armat kpt. Tadeusza Nowaczyńskiego z 1, 2 i 3 baterią - bez zmian, odtworzony II dywizjon  mjr. Teofila Chciuka z 4 baterią i 6 baterią 5 pułku artylerii lekkiej, oraz III dywizjon mjr. Kazimierza Szczęśniaka z 7 i 9 baterią. Zgodnie z raportem dowódcy odcinka „Warszawa-Wschód” na Pradze gen. bryg. Juliusza Zulaufa stan pułku na dzień 22 września wynosił 53 oficerów, 1580 szeregowych, 1138 koni i 24 armaty i haubice. W dniach 15-28 września baterie 20 pal wspierały ogniem dział oddziały i pododdziały do których zostały przydzielone. 28 września 20 pal skoncentrował się w Parku Praskim, tam złożył lub zniszczył broń i sprzęt oraz przeprowadzono ostatnią zbiórkę. 29 września 20 pal poprzez most Kierbedzia przemaszerował przez Śródmieście i Wolę, a następnie udał się do jenieckiego obozu przejściowego w Żyrardowie.

### Oddział Zbierania Nadwyżek 20 pal
Po mobilizacji alarmowej w marcu 1939 w koszarach w Prużanie i Baranowiczach pozostały nadwyżki osobowe i sprzętowe. Nadwyżki osobowe składały się z grupy oficerów i podoficerów służby stałej, grupy oficerów, podoficerów i szeregowych rezerwy (swój skład osobowy wymieniono w okresie marzec-sierpień) oraz szeregowych służby czynnej powołanych w marcu 1939 do służby. Celem usprawnienia szkolenia, OZN 20 pal skoncentrowano w garnizonie Prużana, by tam wydajnie prowadzić szkolenie i korzystać efektywnie z pozostałego uzbrojenia i wyposażenia. Z chwilą ogłoszenia mobilizacji powszechnej do nadwyżek przybyła jeszcze grupa żołnierzy rezerwy, gdzie sformowano baterię marszową 20 pal. 5 września do koszar 30 pułku artylerii lekkiej w Brześciu nad Bugiem przybyła koleją część OZN 20 pal z Prużany, pod dowództwem mjr. Wacława Gadomskiego. Reszta dotarła marszem pieszym 8 września. OZN 20 pal wszedł w skład Ośrodka Zapasowego Artylerii Lekkiej nr 9. Głównie na bazie nadwyżek 20 pal sformowano improwizowany dywizjon haubic 100 mm wz. 1914/19, który nazwano V dywizjon 20 pal, pod dowództwem mjr. Wacława Gadomskiego. Od nocy 11/12 września dywizjonem dowodził mjr Stanisław Olechowski. Dywizjon składał się z dowództwa dywizjonu, 4 baterii haubic oraz ze zwiadu i łączności z 20 pal i 5 baterii haubic oraz kolumny amunicyjnej z 30 pal. Dywizjon miał stanowić artylerię organiczną Dywizji „Kobryń”. Z nadwyżek 20 pal sformowano 3 baterię armat, którą przekazano do 49 dywizjonu artylerii lekkiej, sformowanego na bazie nadwyżek 30 pal przez OZAL nr 9; przed ewakuacją z Brześcia zamieniono 3 baterię armat na 5 baterię haubic pomiędzy 49 dal i V/20 pal. Nocą 11/12 września V/20 pal wymaszerował do Kobrynia, gdzie dotarł 13 września. Wziął udział w walkach o Kobryń w dniach 14-17 września w składzie Dywizji „Kobryń”. Następnie dywizjon odbył cały szlak bojowy 60 DP „Kobryń” w charakterze artylerii dywizyjnej, aż po bitwę pod Kockiem; skapitulował 5 października wraz z Samodzielną Grupą Operacyjną „Polesie”. 3 bateria 49 dal wzięła udział w obronie twierdzy brzeskiej w dniach 13-16 września, następnie jej resztki wraz z pozostałościami 49 dal wymaszerowały z twierdzy i dołączyły do SGO „Polesie” lub Grupy „Kowel”. (Szczegóły walk V dywizjonu 20 pal w artykule Ośrodka Zapasowego Artylerii Lekkiej nr 9.)  
Po wystawieniu w OZAL nr 9 ww. dywizjonów i wchodzących w ich skład baterii, pozostałości Ośrodka łącznie z nadwyżkami 20 pal, w większości nieuzbrojone, niekompletnie wyposażone i umundurowane, pod dowództwem płk. st. spocz. Michała Zdziechowskiego, wymaszerowały z Brześcia w kierunku Kobrynia. Kolumnę z OZAL nr 9, głównie z nadwyżkami 20 pal, prowadził mjr Wacław Gadomski. 15 września maszerujące drogą okrężną w rejonie skrzyżowania szos Włodawa-Kobryń i Brześć-Kowel, na północ od Małoryty, zostały zaatakowane przez podjazd niemieckiej 3 Dywizji Pancernej. Poległo ok. 20 oficerów i kanonierów, wśród nich mjr Wacław Gadomski. Następnie pozostałość OZAL nr 9 pomaszerowała do Pińska, gdzie dostała się do sowieckiej niewoli. W składzie OZAL nr 9 (z OZN 20 pal) na dzień 15 IX pełnili służbę: mjr Wacław Gadomski, kpt. Tadeusz Janiszewski, kpt. Mieczysław Dratwa, kpt. Karol Tańkowski, kpt. rez. Józef Kaputa, por. Piotr Lebiedzki, por. rez. Stanisław Bańka, por. rez. Piotr Grzywacz, ppor. rez. Stanisław Kostrzewa.
| Struktura organizacyjna i obsada personalna we wrześniu 1939 | Struktura organizacyjna i obsada personalna we wrześniu 1939 | Struktura organizacyjna i obsada personalna we wrześniu 1939            |
| Stanowisko etatowe                                           | Stopień, imię i nazwisko                                     | Uwagi                                                                   |
| Dowództwo                                                    | Dowództwo                                                    | Dowództwo                                                               |
| ------------------------------------------------------------ | ------------------------------------------------------------ | ----------------------------------------------------------------------- |
| dowódca pułku                                                | płk art. Kazimierz Weryński mjr Teofil Chciuk                | ranny pod Mławą, do 13 IX 1939 (chory), od 22 IX od 13 IX do 22 IX 1939 |
| adiutant                                                     | kpt. Kazimierz Ważyński                                      |                                                                         |
| oficer zwiadowczy                                            | por. Roman Wachowicz                                         |                                                                         |
| oficer obserwacyjny                                          | ppor. rez. Stanisław Zenon Kupść                             |                                                                         |
| oficer łączności                                             | por. Antoni Górzyński                                        |                                                                         |
| oficer broni                                                 | ppor. rez. inż. Stefan Krupski                               |                                                                         |
| dowódca plutonu topograficzno-ogniowego                      | por. Jan Gulbiński                                           |                                                                         |
| dowódca kolumny amunicyjnej                                  | ppor. rez. Trafalski                                         |                                                                         |
| kwatermistrz                                                 | kpt. Tadeusz Janiszewski                                     |                                                                         |
| dowódca plutonu gospodarczego                                | ppor. Alojzy Czarnecki                                       | †20 IV 1943                                                             |
| I dywizjon (75 mm armat)                                     |                                                              |                                                                         |
| dowódca dywizjonu                                            | kpt. Tadeusz Nowaczyński                                     |                                                                         |
| adiutant dywizjonu                                           | por. rez. Teodor Szymanowski                                 |                                                                         |
| oficer zwiadowczy                                            | ppor. Walenty Toruński                                       | †1 IX 1939                                                              |
| oficer obserwacyjny                                          | ppor. Tadeusz Mieczysław Kowal                               |                                                                         |
| oficer łączności                                             |                                                              |                                                                         |
| oficer łącznikowy do piechoty                                | ppor. rez. Stanisław Szymaniak                               |                                                                         |
| oficer płatnik                                               | por. rez. Antoni Rakiewicz                                   |                                                                         |
| lekarz dywizjonu                                             | ppor. lek. rez. Ludwik Morawski                              |                                                                         |
| lekarz weterynarii dywizjonu                                 | ppor. lek. wet. rez. Jan Mazur                               |                                                                         |
| dowódca kolumny amunicyjnej dywizjonu                        | chor. Franciszek Baran                                       |                                                                         |
| dowódca 1 baterii                                            | kpt. Kazimierz Nowiński                                      |                                                                         |
| oficer zwiadowczy                                            | ppor. rez. mgr Stanisław Babicki                             | niewola niemiecka                                                       |
| oficer ogniowy                                               | ppor. Mieczysław Ziółko                                      |                                                                         |
| dowódca I plutonu                                            | ppor. Tomasz Wilczewski                                      |                                                                         |
| dowódca II plutonu                                           | ppor. rez. Tomasz Latawiec                                   |                                                                         |
| dowódca 2 baterii                                            | kpt. art. Rudolf Stanisław Lipensky                          | †2 IX 1939 Windyki                                                      |
| oficer zwiadowczy                                            | ppor. rez. Włodzimierz Edward Proń                           |                                                                         |
| oficer ogniowy                                               | ppor. rez. Otton Henryk Zawodziński                          |                                                                         |
| dowódca I plutonu                                            | plut. pchor. Stanisław Urban                                 |                                                                         |
| dowódca 3 baterii                                            | por. Józef Miłkowski                                         | †2 IX 1939                                                              |
| oficer zwiadowczy                                            | por. Stanisław Tracewski                                     | †2 IX 1939                                                              |
| oficer ogniowy                                               | ppor. Mieczysław Urawski                                     |                                                                         |
| dowódca I plutonu                                            | ppor. rez. Wojciechowski                                     |                                                                         |
| dowódca II plutonu                                           | ppor. rez. Seweryn Bilicki                                   |                                                                         |
| II dywizjon (b. IV dywizjon 100 mm haubic)                   |                                                              |                                                                         |
| dowódca dywizjonu                                            | mjr art. Teofil Chciuk                                       |                                                                         |
| adiutant dywizjonu                                           | ppor. rez. Antoni Kozłowski                                  |                                                                         |
| oficer zwiadowczy                                            | ppor. Mieczysław Ludwik Karbowski                            |                                                                         |
| oficer obserwacyjny                                          | ppor. rez. Kryński                                           |                                                                         |
| oficer łączności                                             | por. rez. Władysław Ludwik Gośliński                         |                                                                         |
| oficer łącznikowy do piechoty                                |                                                              |                                                                         |
| oficer płatnik                                               | ppor. rez. Stanisław Chrzczonowicz                           |                                                                         |
| oficer żywnościowy                                           | ppor. rez. Jan Heyder                                        |                                                                         |
| lekarz dywizjonu                                             | ppor. lek. rez. Brewda Chonia                                |                                                                         |
| lekarz weterynarii dywizjonu                                 | ppor. lek. wet. rez. Władysław Holub                         |                                                                         |
| dowódca kolumny amunicyjnej dywizjonu                        | ppor. rez. Konstanty Erdman                                  |                                                                         |
| dowódca 4 baterii                                            | kpt. Jan Walendziak                                          |                                                                         |
| oficer zwiadowczy                                            | ppor. rez. Edward Stanisław Zalewski                         |                                                                         |
| oficer ogniowy                                               | ppor. rez. Bolesław Radzimiński                              |                                                                         |
| dowódca I plutonu                                            | ppor. rez. Jan Zaleski                                       |                                                                         |
| dowódca II plutonu                                           | ppor. rez. Andrzej Niklewicz                                 |                                                                         |
| dowódca 5 baterii                                            | kpt. Zbigniew Jan Parys                                      | †1 IX 1939                                                              |
| oficer zwiadowczy                                            | ppor. rez. Sławomir Michał Pietrusiński                      |                                                                         |
| oficer ogniowy                                               | ppor. rez. Mieczysław Karkowski                              |                                                                         |
| dowódca I plutonu                                            | ppor. rez. Rafał Witkiewicz                                  |                                                                         |
| dowódca II plutonu                                           | por. rez. Władysław Niklewicz                                |                                                                         |
| dowódca 6 baterii                                            | por. Henryk Jaźwiński                                        |                                                                         |
| oficer zwiadowczy                                            | ppor. Antoni Kłobukowski                                     |                                                                         |
| oficer ogniowy                                               | ppor. rez. Kazimierz Rzewski                                 |                                                                         |
| dowódca I plutonu                                            | ppor. rez. Stanisław Bogacki                                 |                                                                         |
| dowódca II plutonu                                           | ppor. rez. Stanisław Świeżyński                              | niewola niemiecka                                                       |
| III dywizjon (100 mm haubic)                                 |                                                              |                                                                         |
| dowódca dywizjonu                                            | mjr Kazimierz Szczęśniak                                     |                                                                         |
| adiutant dywizjonu                                           | ppor. rez. Stanisław Boguszewski                             | niemiecka niewola                                                       |
| oficer zwiadowczy                                            | ppor. Władysław Karol Michejda                               | †2 IX 1939                                                              |
| oficer obserwacyjny                                          | ppor. Tadeusz Płoński                                        |                                                                         |
| oficer łączności                                             | ppor. Bolesław Dalecki                                       |                                                                         |
| oficer łącznikowy do piechoty                                | ppor. rez. Roman Krupski                                     |                                                                         |
| oficer żywnościowy                                           | ppor. rez. Tadeusz Jaworski                                  |                                                                         |
| lekarz dywizjonu                                             | ppor. lek. Łukasz Chodzyński                                 |                                                                         |
| lekarz weterynarii dywizjonu                                 | ppor. lek. wet. rez. Ludwik Czajkowski                       |                                                                         |
| dowódca kolumny amunicyjnej dywizjonu                        | ppor. rez. inż. Józef Witold Rafalski                        |                                                                         |
| dowódca 7 baterii                                            | kpt. Stefan Bułdeski                                         | ranny pod Mławą                                                         |
| oficer zwiadowczy                                            | ppor. rez. Bohdan Adam Doliniec                              |                                                                         |
| oficer ogniowy                                               | ppor. rez. Bronisław Chojnacki                               |                                                                         |
| dowódca II plutonu                                           | ppor. rez. Wiktor Bukowski                                   |                                                                         |
| dowódca 8 baterii                                            | por. Stanisław Sowiński                                      | ranny pod Mławą                                                         |
| oficer zwiadowczy                                            |                                                              |                                                                         |
| oficer ogniowy                                               | ppor. Witold Marceli Brocki                                  |                                                                         |
| dowódca 9 baterii                                            | kpt. art. Witold Kossowski                                   | niemiecka niewola                                                       |
| oficer zwiadowczy                                            | ppor. rez. Witold Kowalski                                   |                                                                         |
| oficer ogniowy                                               | ppor. rez. Stefan Wacław Michalski                           |                                                                         |
| dowódca I plutonu                                            | ppor. Ryszard Greczyński                                     |                                                                         |
| dowódca II plutonu                                           | ppor. rez. Emilian Orzyłowski                                |                                                                         |

## Symbole pułkowe

### Sztandar
27 listopada 1937 Prezydent RP zatwierdził wzór sztandaru dla 20 pal. 17 lipca 1938, w Zamościu, marszałek Edward Śmigły-Rydz, wręczył dowódcy pułku sztandar.

Sztandar został wykonany zgodnie z wzorem określonym w Dekrecie Prezydenta Rzeczypospolitej Polskiej z 24 listopada 1937 o znakach wojska i marynarki wojennej opublikowanym w Dzienniku Ustaw Rzeczypospolitej Polskiej nr 5 z 28 stycznia 1938.

Na prawej stronie płata znajdował się amarantowy krzyż, w środku którego wyhaftowano orła w wieńcu z wawrzynu. Na białych polach, pomiędzy ramionami krzyża, znajdowały się cyfry 20 w mniejszych wieńcach z wawrzynu.

Na lewej stronie płata sztandarowego, pośrodku krzyża kawaleryjskiego, znajdował się wieniec taki sam jak po stronie prawej, a w wieńcu trzywierszowy napis „HONOR I OJCZYZNA”.

### Odznaka pamiątkowa
12 grudnia 1929 roku Minister Spraw Wojskowych, marszałek Polski Józef Piłsudski, zatwierdził wzór i regulamin odznaki pamiątkowej 20 pułku artylerii polowej. Odznaka o wymiarach 39x39 mm ma kształt prostego równoramiennego krzyża, którego ramiona emaliowane są w kolorze białym, ze złoconymi krawędziami. Na środek krzyża nałożona okrągła tarcza, zielono emaliowana, na której skrzyżowane lufy armatnie i gorejący granat oraz wpisany numer i inicjały „20 P.A.P.” oraz rok powstania pułku „1920”. Tarcza obwiedziona jest czarną emaliowaną obwódką. Odznaka oficerska, dwuczęściowa, wykonana w tombaku, złocona i emaliowana. Wykonawcą odznaki był Jan Knedler z Warszawy. W 1931 roku zmienione inicjały na „20 PAL”.

## Kadra pułku
Dowódcy pułku

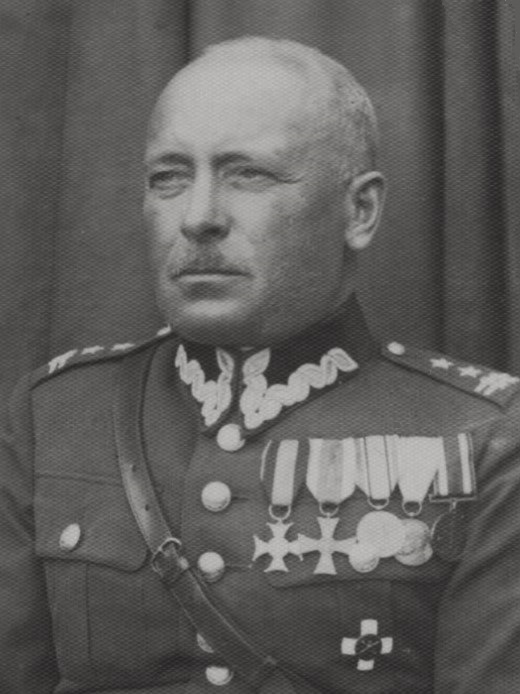
Józef Słanarz (przed 1934)

- płk art. Władysław Maluszycki (7 IV – 9 XI 1920)
- mjr art Gustaw Przychocki (od 23 X 1920)[45]
- płk art. Jan Dąbrowski (21 X 1921 – 28 I 1923[46])
- ppłk / płk art. Mieczysław Maciejowski (26 I 1923 – 23 V 1927 → dowódca 26 pap)
- ppłk art. Władysław Drozdowski (23 V 1927 – VI 1931 → szef Szefostwa Uzbrojenia OK VIII)
- ppłk art. Józef Marian Rudolf Tytus Słanarz (VI 1931[47] – VI 1935)
- ppłk art. Edmund Zimmer (XI 1935 – 15 VIII 1939 → stan spoczynku[f])
- płk art. Kazimierz Weryński (1939)[g]

Zastępcy dowódcy pułku (od 1938 roku - I zastępca dowódcy pułku)
- ppłk art. Władysław Drozdowski (X 1924[48] – 23 V 1927 → dowódca pułku)
- ppłk art. Wacław Młodzianowski (23 V 1927 – XII 1929 → dowódca 17 pap)
- ppłk dypl. art. Marian Korewo (XII 1929 – III 1932)
- mjr / ppłk dypl. art. Aleksander Kędzior (III 1932 – IV 1934)
- ppłk dypl. art. Karol Rychter (IV 1934[49] – VIII 1935[50])
- ppłk art. Ludwik Sawicki (od 15 VIII 1935[50])

II zastępcy dowódcy pułku w garnizonie Baranowicze (od lipca 1932)
- ppłk dypl. art. Andrzej Uthke (XII 1932[51] – 12 XI 1935)
- ppłk art. Zygmunt Kaznowski (1939)

III zastępca dowódcy pułku (kwatermistrz)
- mjr art. Wacław Gadomski (VI 1933 – 1939)

### Żołnierze 20 pułku artylerii lekkiej - ofiary zbrodni katyńskiej
Biogramy ofiar zbrodni katyńskiej znajdują się między innymi w bazach udostępnionych przez Ministerstwo Kultury i Dziedzictwa Narodowego oraz Muzeum Katyńskie.
| Nazwisko i imię        | stopień              | zawód                | miejsce pracy przed mobilizacją | zamordowany |
| ---------------------- | -------------------- | -------------------- | ------------------------------- | ----------- |
| Press Dawid            | kapitan w st. sp.    | lekarz weterynarii   |                                 | Katyń       |
| Sienkiewicz Witold     | podporucznik         | żołnierz zawodowy    |                                 | Katyń       |
| Szłemko Sylwester      | kapitan              |                      |                                 | Katyń       |
| Dratwa Mieczysław      | kapitan              | oficer służby stałej |                                 | Charków     |
| Lis-Olszewski Zdzisław | porucznik rezerwy    | urzędnik             | BGK w Warszawie                 | Charków     |
| Rossudowski Mieczysław | podporucznik rezerwy | inżynier rolnik      |                                 | Charków     |
| Sobański Kazimierz     | porucznik            | żołnierz zawodowy    |                                 | Charków     |
| Tańkowski Karol        | kapitan              | żołnierz zawodowy    |                                 | Charków     |
| Wasiulkiewicz Józef    | porucznik            | żołnierz zawodowy    |                                 | BLK         |

## Upamiętnienie

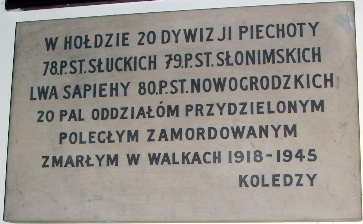
Tablica w kościele garnizonowym w Londynie